# Nach dem Gesetz (1919)
Nach dem Gesetz ist ein  deutsches Stummfilmdrama aus dem Jahre 1919 mit Asta Nielsen in der Hauptrolle.

## Handlung
Die Journalistin Sonja Waler lernt über ihren Bruder, den Arzt Erich, und ihren Verlobten Arthur, der gleichfalls journalistisch tätig ist, den Mediziner Albert Holm kennen. Dieser ist dabei ein Serum zu entwickeln, das die Heilung von Lupus in Aussicht stellt. Doch Holm wird es mangels nötiger Finanzmittel wohl niemals auf den Markt bringen, da für die Herstellung und Verbreitung des Stoffs das nötige Geld fehlt. Sonja ist begeistert von diesem Arzt und versucht alles, um die benötigten Mittel aufzutreiben. Ihre Bemühungen bleiben ohne Ergebnis, und so entschließt sich Sonja zu einer Verzweiflungstat: sie erwürgt den gemeinen Wucherer Heere und beraubt ihn all seiner Finanzen. Sie überreicht Holm das Geld, der nun seine Serum-Entwicklung zu Ende führen kann. Als der Mord an dem Wucherer entdeckt wird, beginnt sich Sonjas Gewissen zu regen, und sie stellt sich. Es kommt zu einem Sensationsprozess, der mit Sonjas Verurteilung endet. Ehe sie für vier Jahre hinter Gittern muss gibt sie im Gerichtssaal erhobenen Hauptes ein Statement ab: „Nach dem Gesetz bin ich schuldig, doch ich fühle mich frei“.

## Produktionsnotizen
Nach dem Gesetz passierte im September 1919 die Filmzensur und wurde mit Jugendverbot belegt. Die Uraufführung fand am 26. September 1919 in den Berliner Sportpalast-Lichtspielen statt. Die Länge des Fünfakters betrug ursprünglich 1732 Meter, die bei der Nachzensur im Oktober 1920 auf 1698 Meter heruntergekürzt wurde.
Die Filmbauten entwarf Siegfried Wroblewsky.

## Kritiken
„Allerdings fehlt hier die Regiekunst Ernst Lubitschs, dessen großzügige Aufmachung einem Filmwerk an sich eine Empfehlung ist. Asta Nielsen trägt das Stück. Ihr verinnerlichstes Spiel läßt die Mängel der Logik vergessen. Ergreifend weiß sie die Eindrücke bei der Besichtigung des Krankenhauses wiederzugeben, beredt ist ihr stummes Mienenspiel als Angeklagte. Überall da, wo die Nielsen lediglich ihre Charakterisierungskunst in den Vordergrund stellt und auf äußere Mittel völlig verzichtet, ist sie von tiefer Wirkung. Von den übrigen Darstellern fielen Theodor Loos als Arzt und namentlich Guido Herzfeld als typischer Wucherer angenehm auf.“

Paimann’s Filmlisten resümierte: „Stoff und Spiel ausgezeichnet. Photos und Szenerie sehr gut.“